# Copelatus latens
Copelatus latens är en skalbaggsart som beskrevs av Guignot 1952. Copelatus latens ingår i släktet Copelatus och familjen dykare. Inga underarter finns listade i Catalogue of Life.